# Michiel Heyns
Michiel Heyns (* 2. Dezember 1943 in Stellenbosch) ist ein südafrikanischer Schriftsteller und Übersetzer. 

## Leben
Heyns studierte an der Universität Stellenbosch und der Cambridge University. Von 1983 bis 2003 lehrte er an der Universität Stellenbosch. Seine Kritiken, Literaturübersetzungen und Romane sind mit zahlreichen Preisen ausgezeichnet worden. 

## Werke
- Expulsion and the Nineteenth-century novel. The scapegoat in English realist fiction, 1994
- The Children’s Day, 2002
- The Reluctant Passenger, Roman, 2003
- The Typewriter's Tale, 2005
- Bodies Politic, 2008
- Lost Ground, Roman, 2011
- Invisible Furies, Roman, 2012
- A Sportful Malice, 2014
- I am Pandarus, 2017
- A Poor Season for Whales, 2020

## Übersetzungen
- Marlene van Niekerk, Agaat (2006)
- Marlene van Niekerk, Memorandum: A Story with pictures (2006)
- Tom Dreyer, Equatoria (2008)
- Etienne van Heerden, 30 Nights in Amsterdam (2011)
- Chris Barnard, Bundu (2011)
- Eben Venter, Wolf, Wolf (2013)
- Ingrid Winterbach, It Might Get Loud (2015)
- Ingrid Winterbach, The Shallows (2017)
- Ingrid Winterbach,  The Troubled Times of Magrieta Prinsloo (2019)
- Elsa Joubert,  Cul-de-Sac (2019)
- Willem Anker, Red Dog (2019)

## Auszeichnungen
- 2006 Thomas Pringle Award
- 2007 Sol Plaatje Prize for Translation für Agaat
- 2008 South African Translators' Institute Prize für Agaat
- 2009 Herman Charles Bosman Award für Bodies Politic
- 2010 Thomas Pringle Award
- 2012 Herman Charles Bosman Award für Lost Ground
- 2012 The Sunday Times Fiction Prize für Lost Ground
- 2013 Prix de l'Union Interalliee für The Typewriter's Tale
- 2015 Herman Charles Bosman Award für A Sportful Malice
- 2019 SALA Prize for Literary Translation für Red Dog

| Personendaten    | Personendaten                                  |
| ---------------- | ---------------------------------------------- |
| NAME             | Heyns, Michiel                                 |
| KURZBESCHREIBUNG | südafrikanischer Schriftsteller und Übersetzer |
| GEBURTSDATUM     | 2. Dezember 1943                               |
| GEBURTSORT       | Stellenbosch                                   |